# Wairaurahiri (fleuve)
Le fleuve Wairaurahiri  est un cours d’eau du sud du  Fiordland, situé dans l’île du Sud de la Nouvelle-Zélande.

## Géographie
Il draine le Lac Hauroko vers la mer au niveau du Détroit de Foveaux.
De nombreux bateaux ont eu des problèmes tout le long de son cours car le flux est très rapide avec des passages de  grade-3, aussi les principales embarcations qui sont utilisées sur le fleuve sont des jetboat (en)s commerciaux. Il y a un dénivelé de 157 m à partir de sa source au niveau du lac Hauroko en direction de son embouchure et se déverse dans le Détroit de Foveaux 
Il y a un programme actif de capture des rats et hermines tout le long du cours du fleuve avec l'aide des habitants locaux .